# Топонимия Албании

Административное деление Албании

Топонимия Албании — совокупность географических названий, включающая наименования природных и культурных объектов на территории Албании. Структура и состав топонимии страны обусловлены её географическим положением и богатой историей.

## Название страны
Самоназвание страны, «Шкиперия» (алб. Shqipëria), по одной из версий, происходит от албанского слова «shqip» — «излагать мысль». Славист А. М. Селищев утверждал, что исток этого корня — слово «shqe» — «славяне» (Shqerí — от албанского shqa<*skla, мн. ч. — shqe) и является следствием славянской колонизации Балкан в VI—VII веках.
После получения независимости в 1912 году название страны менялось следующим образом:
- Княжество Албания — государство, существовавшее с 1914 по 1925 годы;
- Республика Албания — официальное наименование государства в 1925—1928 годах;
- Королевство Албания — государство, существовавшее в 1928—1939 годах;
- Народная Социалистическая Республика Албания — государство, существовавшее с 1946 по 1992 годы;
- Республика Албания — официальное наименование государства с 1992 года[3].

## Формирование топонимии
Как отмечают лингвисты, Балканский полуостров в топонимическом отношении представляет собой один из самых сложных для анализа районов Европы ввиду сложнейшей этнической истории и языковой картины. Древнейшие субстратные топонимы (доиндоевропейские и древнейшие индоевропейские) пока не поддаются расшифровке. К середине I тыс. н. э. в западной части полуострова проживали иллирийцы, в восточной — фракийцы, южную часть занимали носители греческого языка, что сформировало древний иллирийский топонимический пласт, распространённый на территории бывшей Югославии (Словении, Хорватии, Боснии и Герцеговины, Сербии, Черногории, Северной Македонии), а также Албании и Греции.
По оценке В. А. Жучкевича, несмотря на фактически моноэтничный состав населения (албанцы составляют 95 % населения), в топонимии Албании встречается довольно много иноязычных названий. В частности, широко представлена славянская топонимия: Божиград, Подгорье, Поградец, Радомир, Бабье, Нивица, Галичица, Островице и т. д. Некоторые топонимы представляют собой албанизированные формы славянских или греческих названий:Шен-Гьерг, Шен-Михел, Шен-Як, Штина и т. д..
Типичные албанские названия включают в себя такие форманты, как -уй («вода»), -дет («море»), -гьи («бухта»), -лум («река»), -ликен («озеро»), -плайя («горный хребет»), -пюл («лес»), -барде («белый»), -зи («чёрный»), -ри («новый»), -вьетер («старый»), -мадь («большой»), -вогель («малый») и т. д..

## Состав топонимии

### Гидронимы
- Дрин[6] (алб. Drini; макед. Дрим; греч. Δρινος), Дри́лон (Δρίλων[7]) — этимология точно не установлена;
- Вьоса (алб. Vjosë) — река известна под разными названиями, в частности, в Греции по своему древнему названию — «Аоос» (греч. Αώος в современной орфографии), а также Vovousa (Βοβούσα) или Aias (Αίας, Αἴας)[8]. В античности река именовалась также «Анио» — в честь Ания, персонажа греческой мифологии, сына Аполлона и Рео;
- Шкумбини (алб. Shkumbini) — в античное время была известна как «Генус» (др.-греч. Γενούσος)[9][10];
- Семани (алб. Semani) — в античное время была известна как «Апсус».

### Ойконимы
- Берат (алб. Berati) — с начала III века до н. э. известен как Антипатрея (греч. Αντιπατρια), это название было дано городу македонским царём Кассандром в честь своего отца Антипатра. В византийский период город известен как Пульхериополис (греч. Πουλχεριοπολις). В IX веке болгарский царь Симеон I захватил город и присвоил ему имя Белиград (букв. «Белый град»[11]), от которого произошло и современное название города[12][13];
- Влёра (алб. Vlorа, греч. Αυλώνας — Авалона, итал. Valona) — возник как греческая колония на территории Иллирии, именовался Aulón (греч. Αυλών), что означает «канал» и, возможно, являлось переводом другого местного названия[14].Во времена Османской империи именовался на турецком языке Avlonya[15];
- Гирокастра (алб.: Gjirokastër или Gjirokastra, греч.: Αργυρόκαστρο или Γυρόκαστρο, Argyrókastro или Gyrókastro, итал. Argirocastro) — впервые упоминается под греческим названием Аргирокастрон (греч. Αργυρόκαστρον) в автобиографических записках византийского императора Иоанна VI Кантакузина в 1336 году[16]. Название происходит от греческих слов греч. ἀργυρόν («серебро») и κάστρον, от латинского лат. castrum («замок», «крепость»), и, таким образом, означает «серебряный замок». В византийских летописях также использовалось название греч. Αργυροπολύχνη, что означает «серебряный город»[17]. Существует также народная легенда, связывающая топоним с именем легендарной принцессы Аргиро[англ.];
- Пешкопия (алб. Peshkopia) — название происходит от слова peshkop («епископ» на албанском языке, Episkopè на греческом языке). Болгарские карты XI века показывают город под названием «Пресоленград». Область Дибра относилась к православному архиепископству Охридскому в 1019 году, а годом позже получила статус епископата с центром в Пешкопии, расположенному на территории нынешней окрестности Dobrovë. Главным храмом епископата был храм Святого Стефана. Позже центр епископата был перемещен, но город Пешкопия сохранил своё название[18]. Во времена господства Османской империи Пешкопия именовался на турецком языке Debre-i Zir, что означало «Нижняя Дебре»[19];
- Дуррес (алб. Durrësi) — город на протяжении своей истории сменил множество названий. Основан он был в 627 году до н. э. под названием Эпида́мн (греч. Επίδαμνος) греческими[20] колонистами на иллирийском побережье. Римляне переименовали город в Диррахий (лат. Dyrrachium), так как посчитали прежнее название зловещим предсказанием (лат. damnum — поражение, потеря). Этимология слова «Диррахий» — греческая и означает «двуххребетный» или «двухутёсный». В X веке Симеон Болгарский в войнах с Византией (893—927) захватил Диррахий, город получил новое, болгарское название — Драч (болг. Драч)[21]. После завоевания Константинополя в 1204 году при разделе добычи три восьмых территории Византийской империи, в том числе Диррахий, отошли к Венеции, а город переименован в Дураццо (итал. Durazzo). Во времена османского господства город именовался Дираш (тур. Dıraç), и лишь после получения Албанией независимости получил нынешнее название Ду́ррес[22];
- Корча[23] (алб. Korçë, греч. Κορυτσά, макед. Горица, арум. Curceaua, итал. Corizza) — современное название имеет славянское происхождение. В южнославянских языках «горица» значит «холм»[24], и этот корень часто встречается в топонимии славянских государств Балканского полуострова (ср. Подгорица в Черногории, Гориция в Италии на границе со Словенией, болг. Долна Горица в той же Албании и т. д.);
- Кукес (алб. Kukësi) — название происходит от древнего рода Кукай (алб. Kukajve), один из представителей которого был командующим в армии Скандербега. Род Кукай впервые упоминается в реестре Османа 1571 года;
- Лежа (алб. Lezhë, Lezha, серб. Љеш/Lješ, тур. Leş, итал. Alessio) — город основан как греческая колония тираном Сиракуз Дионисием I Старшим около 385 года до н. э., и назывался «Лиссос» (греч. Λισσός). Во времена Римской империи входил в состав провинции Иллирик под названием «Лиссус» (лат. Lissus)[25];
- Тирана (алб. Tiranë, Tirana) — существует несколько версий происхождения топонима. Согласно одной из них, название происходит от названию замка Theranda, построенного на этом месте императором Юстинианом в 520 году н. э. Местность же стала называться «Тираной» до основания самого города, примерно с XIV века. Согласно другой гипотезе, топоним происходит от древнегреческого слова Тирос (Τύρος), означающего молочные продукты, поскольку в районе Тираны пастухи соседних районов торговали молочными продуктами. Существует также точка зрения, что топоним возник от этнонима тиррены — латинское название этрусков (лат. Tyrrheni): о проживании этрусков на территории современной Албании свидетельствует ряд топонимических параллелей — так, албанцев к югу от Тираны называют «тоски», а Тоскана, область былого расселения этрусков в Италии, омывается Тирренским морем[26];
- Фиери (алб. Fier или Fieri) — существует гипотеза, что название города происходит от итальянского итал. fiera — «ярмарка»[27]
- Шкодер[28] (алб. Shkodër или Shkodra, серб. Скадар) — по наиболее распространенной версии, албанское название города Shkodër, также как и турецкое Skutari и славянское Скадар, происходят от латинского лат. scutarii («защитники»), относящегося к располагавшемуся здесь в поздний римский период легиону;
- Эльбасан[29] (алб. Elbasani) — возник как древнегреческая колония Скампа[30] (Скампис, др.-греч. Σκαμπίς), на месте которой впоследствии был образован римский лагерь (лат. Mansio Scampa) и возник город, который турецкий султан Мехмед II в 1466 году перестроил как крепость для защиты от войск Скандербега и назвал Эльбасан[31].

### Оронимы
- Проклетие[32] (на тер. Черногории и Сербии; черног. Проклетије, серб. Проклетије, «проклятие») / Се́веро-Алба́нские А́льпы[33] (на тер. Албании; алб. Bjeshkët e Nemuna) — как сербский и черногорский, так и албанский варианты названия означают «проклятые (горы)», возможно, потому что они воспринимаются как непреодолимые и дикие[34]. В албанском языке с XX века используется также название алб. Alpet Shqiptare — «Албанские Альпы»[35];
- Езерца (алб. Maja Jezercë) — буквально «озёрный гребень»;
- Кораб (макед. Кораб, Голем Кораб, алб. Korabi) — этимология не установлена.